# Solariorbis mooreanus
Solariorbis mooreanus is een slakkensoort uit de familie van de Tornidae. De wetenschappelijke naam van de soort is voor het eerst geldig gepubliceerd in 1904 door Vanatta.